# Ternstroemia howardiana
Ternstroemia howardiana là một loài thực vật thuộc họ Theaceae. Đây là loài đặc hữu của Jamaica.